# Thirteen Lives
Thirteen Lives is een Amerikaanse biografische film uit 2022 onder regie van Ron Howard. De film volgt de waargebeurde reddingsoperatie in 2018 van een Thais jeugdelftal uit de Tham Luang-grot.

## Verhaal
Op 23 juni 2018 verlaten twaalf jongens van het juniorenvoetbalteam "Wild Boars" en hun assistent-coach Ekkaphon Chanthawong de training om de Tham Luang-grot te verkennen. Wanneer het team niet op een door hun ouders georganiseerd verjaardagsfeestje arriveert, gaan hun families naar de grotten, maar ze vinden ze overstroomd en de jongens zijn verdwenen, terwijl hun fietsen bij de ingang zijn achtergelaten. De ouders waarschuwen onmiddellijk de hulpdiensten.
De Royal Thai Navy SEAL's, onder leiding van kapitein Arnont, arriveren om te zoeken naar de vermiste jongens, maar de duik is te moeilijk om het team te vinden. Vernon Unsworth, een lokale Britse speleoloog, deelt zijn uitgebreide kennis van de complexe en gevaarlijke grot en stelt voor dat de autoriteiten contact opnemen met de British Cave Rescue Council. Britse speleologen Rick Stanton en John Volanthen reizen naar Thailand en ondernemen een duik, waarbij ze de jongens en de coach op vier kilometer van de ingang vinden. Tijdens een poging om luchttanks naar de jongens te brengen om ze in leven te houden ter voorbereiding op de redding, verdrinkt de voormalige Thaise Navy SEAL Saman Kunan.
Stanton en Volanthen realiseren zich dat de jongens via een duik van zes uur door de grot moeten worden gehaald, wetende wat de risico's zijn, en nemen contact op met Dr. Richard Harris, plus ondersteunende duikers Chris Jewell en Jason Mallinson. Met toestemming van de regionale gouverneur en minister verdoven de duikers de jongens en dragen ze, met één duiker per jongen, elk lid veilig uit de grot. De coach wordt als laatste gehaald.
De film is opgedragen aan Saman Kunan, de Thaise Navy SEAL die op 6 juli 2018 overleed tijdens de reddingsoperatie, en aan Beirut Pakbara, een Thaise Navy SEAL die later overleed aan een bloedinfectie.

## Rolverdeling
| Acteur          | Personage       |
| --------------- | --------------- |
| Viggo Mortensen | Richard Stanton |
| Colin Farrell   | John Volanthen  |
| Joel Edgerton   | Richard Harris  |
| Tom Bateman     | Chris Jewell    |

## Release en ontvangst
Thirteen Lives kreeg op 29 juli 2022 een bioscooprelease in de Verenigde Staten, door United Artists Releasing en werd vanaf 5 augustus 2022 gestreamd op Prime Video. De film kreeg overwegend positieve kritieken van de filmcritici, met een score van 85% op Rotten Tomatoes, gebaseerd op 180 beoordelingen.